# Roberto Mazzanti
Roberto Mazzanti (Montecatini Terme, 14 febbraio 1942 – Castelnuovo Berardenga, 4 gennaio 2007) è stato un allenatore di calcio e calciatore italiano, di ruolo centrocampista.
È scomparso nel 2007 all'età di 64 anni.

## Carriera
Cresciuto nelle giovanili della Juventus, dopo un campionato in prestito al Prato esordì nella stagione 1960-1961 in Serie A nella Fiorentina per poi iniziare una lunga militanza nelle categorie minori tra Serie C (Pistoiese) e Serie B (Padova e Reggiana), prima di approdare nuovamente in Serie A nella stagione 1968-1969 nel Verona. 
Ceduto a fine stagione all'Atalanta, tornò a vestire per un anno la maglia gialloblù dei veronesi nel 1970-1971 e dopo un anno al Brescia disputò altre tre stagioni al Verona, segnando il gol decisivo in occasione dello spareggio valevole per la promozione in Serie A vinto contro il Catanzaro al termine del campionato 1974-1975.
In carriera ha totalizzato complessivamente 94 presenze e 4 reti in Serie A, e 238 presenze e 34 reti in Serie B.
Conclusa la carriera agonistica intraprese l'attività di allenatore, guidando lo Spezia e il Pontedera.
È deceduto a causa di un arresto cardiaco mentre passeggiava per le vie di Castelnuovo Berardenga.

## Palmarès

### Giocatore

#### Competizioni nazionali
- Coppa Italia: 1

Fiorentina 1960-1961

#### Competizioni internazionali
- Coppa delle Coppe: 1

Fiorentina: 1960-1961